# Wapen van Borsele
Het wapen van Borsele is naar aanleiding van een grote gemeentelijke herindeling aan de nieuwe gemeente Borsele toegekend. De gemeente ontstond 1 januari 1970, op 29 april dat jaar werd het wapen per koninklijk besluit aan de gemeente toegekend.

## Geschiedenis
Het wapen is gelijk aan dat van Borssele, met toevoeging van een vijfbladige kroon. Het wapen is het oude wapen van het geslacht van Borssele, en werd tevens als heerlijkheidswapen gebruikt.
De heerlijkheid voerde het wapen met een vijfbladige gouden kroon, als schildhouders 2 witte eenhoorns en achter het schild 2 wimpels met het wapen. Toen op de Hoge Raad van Adel 31 juli 1817 het wapen aan de gemeente Borssele toekende, vervielen de kroon en ook de schildhouders. De kroon kwam anderhalve eeuw later weer in het wapen van Borsele terug, maar dan als gravenkroon, met drie bladen.
Het geslacht Van Borssele is bekend sinds de 12e eeuw. Deze familie had veel bezittingen in Zeeland, wat in de wapens van diverse plaatsen tot uiting kwam.

## Blazoen
De beschrijving van het wapen van de gemeente Borsele luidt als volgt:
In sabel een dwarsbalk van zilver. Het schild gedekt met een gouden kroon van 3 bladeren en 2 paarlen.
N.B.:
- De heraldische kleuren in het wapen zijn sabel (zwart) en zilver (wit).
- De beschrijving is gelijk aan die van het wapen van de oude gemeente Borssele, met toevoeging van de kroon.

## Verwante wapens
De volgende wapens zijn eveneens afgeleid van het familiewapen van de familie van Borssele:

Filips van Borselle Wapenboek Beyeren
Het wapen van Brigdamme
Het wapen van Ellewoutsdijk
Het wapen van Sinoutskerke en Baarsdorp
Het wapen van Tholen (in de schildzoom)
Het wapen van Veere (als hartschild)
Het wapen van Westbroek

Borsele · Goes · Hulst · Kapelle · Middelburg · Noord-Beveland · Reimerswaal · Schouwen-Duiveland · Sluis · Terneuzen · Tholen · Veere · Vlissingen
Aagtekerke
· Aardenburg
· Arnemuiden
· Axel
· Baarland
· Bath
· Biervliet
· Biggekerke
· Bloois
· Bommenede
· Borssele
· Boschkapelle
· Botland
· Breskens
· Brigdamme
· Brijdorpe
· Brouwershaven
· Bruinisse
· Burgh
· Buttinge
· Cadzand
· Clinge
· Colijnsplaat
· Domburg
· Dreischor
· Driewegen
· Duiveland
· Duivendijke
· Elkerzee
· Ellemeet
· Ellewoutsdijk
· Eversdijk
· Gapinge
· Graauw en Langendam
· 's-Gravenpolder
· Grijpskerke
· Groede
· Haamstede
· 's-Heer Abtskerke
· 's-Heer Arendskerke
· 's-Heer Hendrikskinderen
· 's-Heerenhoek
· Heille
· Heinkenszand
· Hengstdijk
· Hoedekenskerke
· Hoek
· Hontenisse
· Hoofdplaat
· Hoogelande
· IJzendijke
· Kapelle
· Kats
· Kattendijke
· Kerkwerve
· Klaaskinderkerke
· Kleverskerke
· Kloetinge
· Koewacht
· Kortgene
· Koudekerke
· Krabbendijke
· Kruiningen
· Looperskapelle
· Maire
· Mariekerke
· Meliskerke
· Middenschouwen
· Nieuw- en Sint Joosland
· Nieuwerkerk
· Nieuwerkerke
· Nieuwlande
· Nieuwvliet
· Nisse
· Noordgouwe
· Noordwelle
· Oostburg
· Oosterland
· Oostkapelle
· Oost-Souburg
· Oost- en West-Souburg
· Ossenisse
· Oud-Vossemeer
· Oudelande
· Ouwerkerk
· Overslag
· Ovezande
· Philippine
· Poortvliet
· Renesse
· Rengerskerke en Zuidland
· Retranchement
· Rilland
· Rilland-Bath
· Ritthem
· Sas van Gent
· Scherpenisse
· Schoondijke
· Schore
· Serooskerke (Schouwen-Duiveland)
· Serooskerke (Veere)
· Sinoutskerke en Baarsdorp
· Sint Anna ter Muiden
· Sint-Annaland
· Sint Jansteen
· Sint Kruis
· Sint Laurens
· Sint-Maartensdijk
· Sint Philipsland
· Sirjansland
· Sluis
· Sluis-Aardenburg
· Stavenisse
· Stoppeldijk
· Valkenisse (Walcheren)
· Valkenisse (Zuid-Beveland)
· Vogelwaarde
· Vrouwenpolder
· Waarde
· Waterlandkerkje
· Wemeldinge
· West-Souburg
· Westdorpe
· Westenschouwen
· Westerschouwen
· Westkapelle
· Westkapelle-Buiten en Sirpoppekerke
· Westkerke
· Wissekerke
· Wissenkerke
· Wolphaartsdijk
· Yerseke
· Zaamslag
· Zierikzee
· Zonnemaire
· Zoutelande
· Zuiddorpe
· Zuidzande
· Zwake

Dorpswapens: Geersdijk
· Hansweert
· Kamperland